# Moorweg im Aschener Moor Pr VII

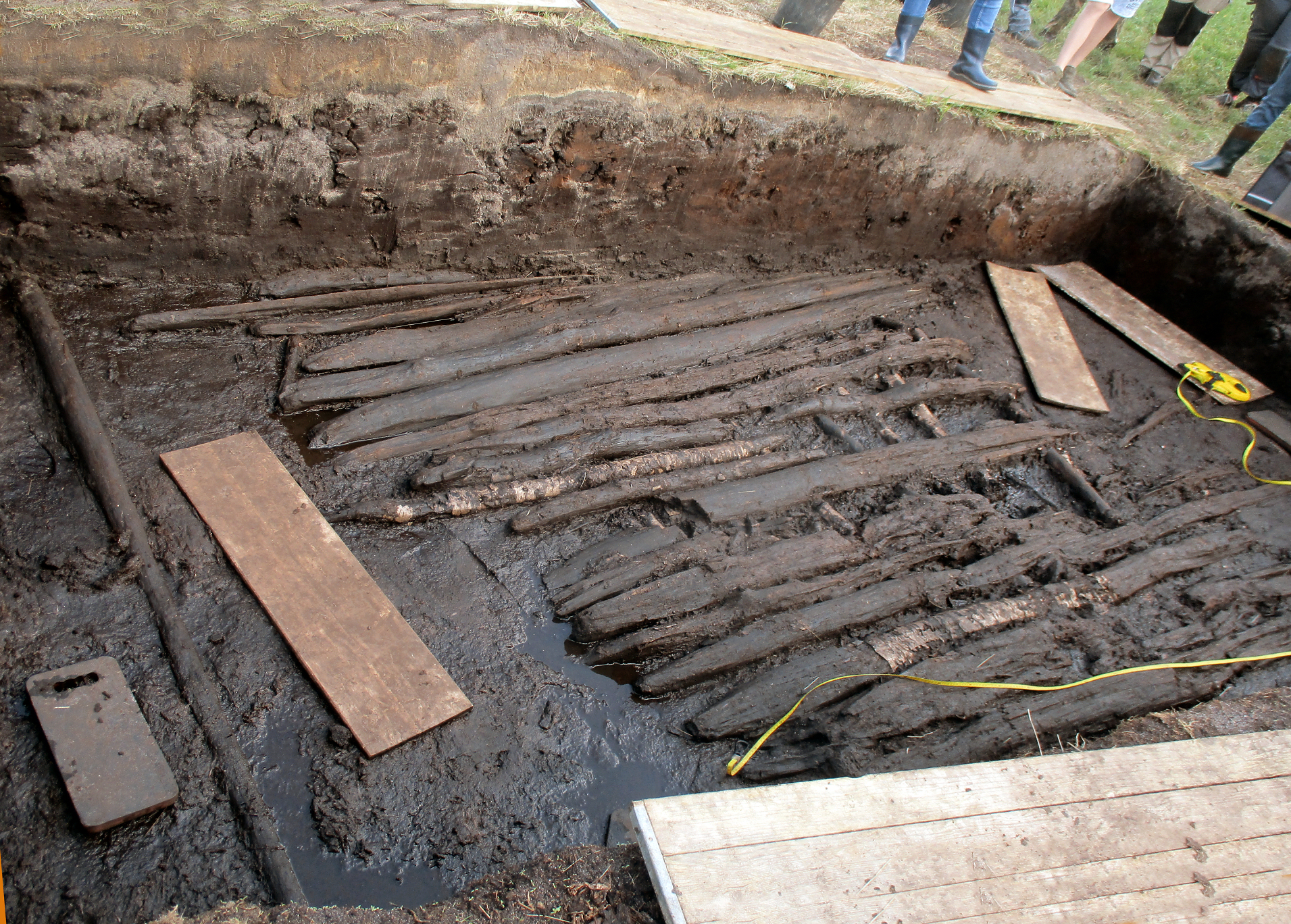
Ausgrabung eines kurzen Abschnitts des Moorweges, 2021

Der Moorweg im Aschener Moor, in der Fachsprache mit Pr VII abgekürzt, ist ein vorgeschichtlicher Moorweg von vermutlich 3,4 km Länge, der im Aschener Moor westlich von Aschen im niedersächsischen Landkreis Diepholz verläuft. Er entstand in der Jungsteinzeit etwa 2650 v. Chr. und zählt zu den älteren sowie längeren Moorwegen in Nordwestdeutschland.

## Aufbau und Verlauf
Der etwa 3,3 Meter breite Moorweg ist ein Pfahlweg mit einem Oberbau aus Rundhölzern. Als Baumaterial diente zu 90 % Erle und zu 8 % Birke während den Rest verschiedene Holzarten ausmachten. Forscher schätzen den Holzverbrauch zur Erbauung des Moorweges auf 21.000 Baumstämme, was eine Fläche von etwa 100 Hektar Erlen-Bruchwald ausmacht. Forscher schätzen die Bauzeit auf zwei bis drei Jahre. Die Nutzungszeit geben sie mit rund 100, maximal 150 Jahre, an. Laut einer Altersdatierung an Erlenbohlen mit der Radiokarbonmethode wurde der Weg etwa 2650 v. Chr. angelegt.
Der Moorweg beginnt auf der östlichen Seite des Moores, das in diesem Bereich als Ossenbecker  Moor bezeichnet wird. Der weitere Verlauf und das Ende des Weges auf der anderen Seite des Moores sind bisher nicht bekannt. Das Ende wird am Geestrand bei Kroge vermutet. Der Weg verlief bei seiner Entdeckung Ende des 19. Jahrhunderts etwa fünf Meter unter der damaligen Mooroberfläche und 60 cm über dem Sanduntergrund.

## Forschungsgeschichte

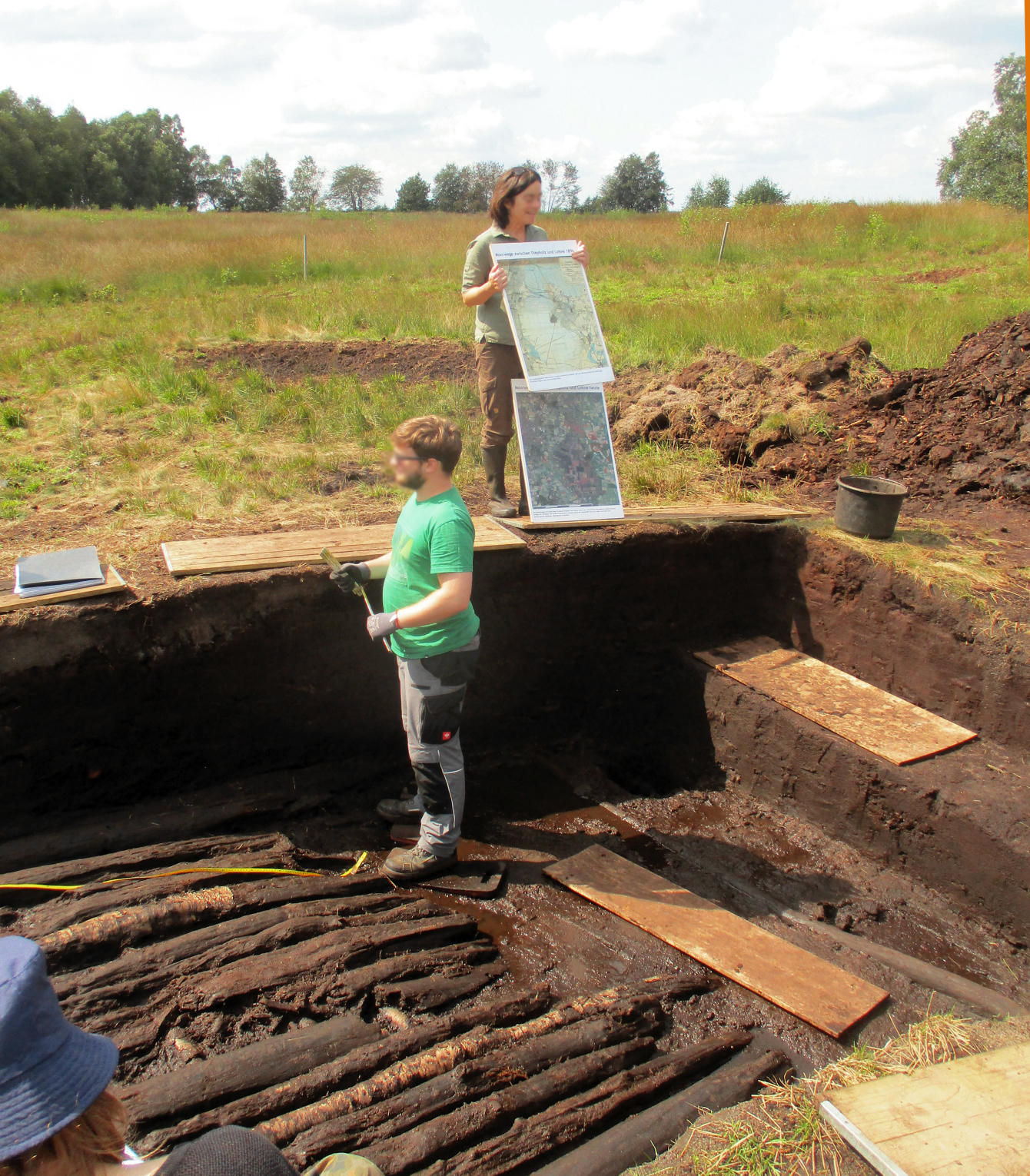
Präsentation der Ausgrabungsergebnisse, 2021

Als Entdecker des Moorweges gilt der Moorforscher und Diepholzer Bauinspektor Hugo Prejawa, der zwischen 1894 und 1896 im Auftrag der preußischen Regierung in der Dümmer-Region aufgefundene Moorwege vermaß und untersuchte. Vom Moorweg Pr VII erlangte er erstmals 1895 Kenntnis durch Torfstecher, die den Weg beim Abbau von Brenntorf freigelegt hatten. Die Wegbenennung mit der Abkürzung Pr VII erfolgte in Anerkennung seiner Leistungen bei der Erkundung von Moorwegen in der Region.
1977 unternahm der Moorarchäologe Hajo Hayen den erfolglosen Versuch, den Moorweg wiederzufinden. Er wurde erst 1983 bei einer Begehung gefunden. 1984 grub Hayen einen etwa 100 Meter langen Abschnitt des Moorweges aus. Dabei wurden zwei zerbrochene hölzerne Wagenachsen entdeckt, die zu den ältesten Belegen für die Nutzung von Rad und Wagen in Norddeutschland gehören.
2021 untersuchten das Niedersächsische Landesamt für Denkmalpflege und das Institut für Ur- und Frühgeschichte der Christian-Albrechts-Universität Kiel ein Teilstück des Moorweges. Die Ausgrabung erfolgte unweit der 1984 freigelegten Fundstelle, wo der Moorweg einen Meter unter der Oberfläche liegt. Die gefundenen Hölzer wurden dendrochronologisch untersucht. Einen Teil der Holzbohlen konservierte das Industriemuseum Lohne. Außerdem wurde der die Hölzer umgebende Torf auf Pollen untersucht.